# Moshe Rachmilewitz
Moshe Rachmilewitz (en hebreo: משה רחמילביץ‎); (Mstislavl, Imperio ruso, 2 de septiembre de 1898 – Jerusalén, Israel, 13 de octubre de 1985) fue un médico internista israelí y uno de los padres de la medicina profesional en Israel. Fue galardonado con el Premio Israel de Medicina en 1964.

## Biografía
Rachmilewitz nació en Mstislav, Imperio ruso (actualmente Bielorrusia) en 1898, y creció en la ciudad de Babruysk. Sus padres fueron Eliezer Lipman Rachmilewitz y Dvosha Zack. Después de terminar la escuela secundaria, estudió medicina en Alemania.
En 1926 emigró a la Tierra de Israel, por aquel entonces bajo dominio británico, y comenzó a trabajar en el Hospital Bikur Holim en Jerusalén. Al año siguiente fue becado para ir a los Estados Unidos a continuar su formación y se especializó en el Hospital Mount Sinai de Nueva York. Después de su regreso trabajó en el Hospital Hadassah en el Monte Scopus de Jerusalén. En 1949, luego de la evacuación de las instalaciones del Monte Scopus como resultado del sitio de Jerusalén por parte de las fuerzas árabes, se trasladó junto con el hospital a instalaciones temporales antes de mudarse en 1961 al nuevo Hospital Hadassah en Ein Kerem, en el suroeste de Jerusalén.
Rachmilewitz fue el médico personal de muchos de los líderes de Israel. Fue uno de los primeros directores de la facultad de medicina (establecida en 1949) de la Universidad Hebrea de Jerusalén, sirviendo como decano de la misma de 1958 a 1961.
El área principal de investigación y especialización de Rachmilewitz fueron las enfermedades de la sangre. Desde 1960 dirigió la Asociación Israelí de Hematología y Transfusiones de Sangre y en 1964 fue presidente del primer Congreso de la Sociedad de Hematología de Asia y el Pacífico que se celebró en Israel. Su trabajo de investigación se ha centrado en el metabolismo de la vitamina B-12 y el ácido fólico, la fiebre mediterránea, las enfermedades hepáticas, los mecanismos que regulan la creación de sangre y la anemia nutricional.
Casado con Java (de soltera Pomerantz), directora de medicina interna en el Hospital Universitario Hadassah en Jerusalén, y profesora de medicina interna en la Escuela de Medicina de Jerusalén. Tuvieron dos hijos, Daniel y Eliezer, ambos profesores de medicina. Falleció en 1985 de cáncer de colon.

## Premios y distinciones
- En 1964, Rachmilewitz fue galardonado con el Premio Israel de Medicina.[6]
- En 1970, recibió el premio Yakir Yerushalayim de la ciudad de Jerusalén.[7]
- Recibió Doctorados honoris causa de la Universidad Hebrea de Jerusalén (1973), de la Universidad Ben-Gurion del Negev (1982) y de la Universidad de Tel Aviv (1984).
- En Pisgat Ze'ev, un barrio al noreste de Jerusalén, una calle lleva su nombre (31°49′15″N 35°14′50″E / 31.8209607, 35.2473348).[8]